# Lobelia parvidentata
Lobelia parvidentata är en klockväxtart som beskrevs av Louis Otho Otto Williams. Lobelia parvidentata ingår i släktet lobelior, och familjen klockväxter.
Artens utbredningsområde är Honduras. Inga underarter finns listade i Catalogue of Life.